# Erycia triquetra
Erycia triquetra là một loài ruồi trong họ Tachinidae.